# Mordercze ballady
Mordercze ballady – tomik poezji autorstwa Marty Podgórnik, zawierający 22 piosenki i wiersze oraz jeden utwór napisany prozą. Książka ukazała się 7 stycznia 2019 nakładem wydawnictwa Biuro Literackie. Była nominowana do Nagrody Literackiej „Nike”. 9 czerwca 2019 książka zdobyła Nagrodę im. Wisławy Szymborskiej.